# Momenti di trascurabile felicità
Momenti di trascurabile felicità è un film del 2019 diretto da Daniele Luchetti con protagonista Pif.
La pellicola è l'adattamento cinematografico dei romanzi Momenti di trascurabile felicità (2010) e il sequel Momenti di trascurabile infelicità (2015), scritti da Francesco Piccolo, cosceneggiatore del film insieme a Luchetti.

## Trama
Paolo Federici, sposato e padre di famiglia, è appena stato vittima di un incidente stradale: all'incrocio con un semaforo, in sella al suo scooter, Paolo viene travolto da un camion. Subito dopo Paolo si rivede in paradiso dove, in seguito alla morte prematura, gli viene concesso di ritornare sulla Terra. Accompagnato da un angelo, Paolo ha a disposizione solo un'ora e trentadue minuti, durante i quali potrà sistemare tutte le faccende importanti in sospeso, ma alla fine dovrà accontentarsi di trascorrere i suoi novantadue minuti in piccoli "momenti di trascurabile felicità".

## Promozione
Il primo trailer del film viene diffuso il 22 febbraio 2019.

## Distribuzione
Il film è stato distribuito nelle sale cinematografiche italiane a partire dal 14 marzo 2019.

## Riconoscimenti
- 2019 - Nastro d'argento[4]
  - Candidatura per la migliore attrice protagonista a Thony
- 2019 - Premio Flaiano[5]
  - Miglior sceneggiatura a Francesco Piccolo